# Église Saint-Hilarian-Sainte-Foy de Perse
Cet article concerne un édifice religieux français du département de l'Aveyron. Pour l'une des premières Églises chrétiennes : l'Église de Perse, voir Église de l'Orient.
L'église (ou la chapelle) Saint-Hilarian-Sainte-Foy de Perse, également appelée église (ou chapelle) Saint-Hilarian de Perse ou encore église (ou chapelle) de Perse, est un édifice religieux situé en France, sur la commune d'Espalion, dans le département de l'Aveyron, en région Occitanie.
Elle fait l'objet d'une protection au titre des monuments historiques.

## Localisation
L'édifice est situé dans le quart nord-est du département de l'Aveyron, sur la commune d'Espalion, au sud-est de la ville, sur un tronçon commun à la via Podiensis du pèlerinage de Saint-Jacques-de-Compostelle et au GR 6.

## Histoire

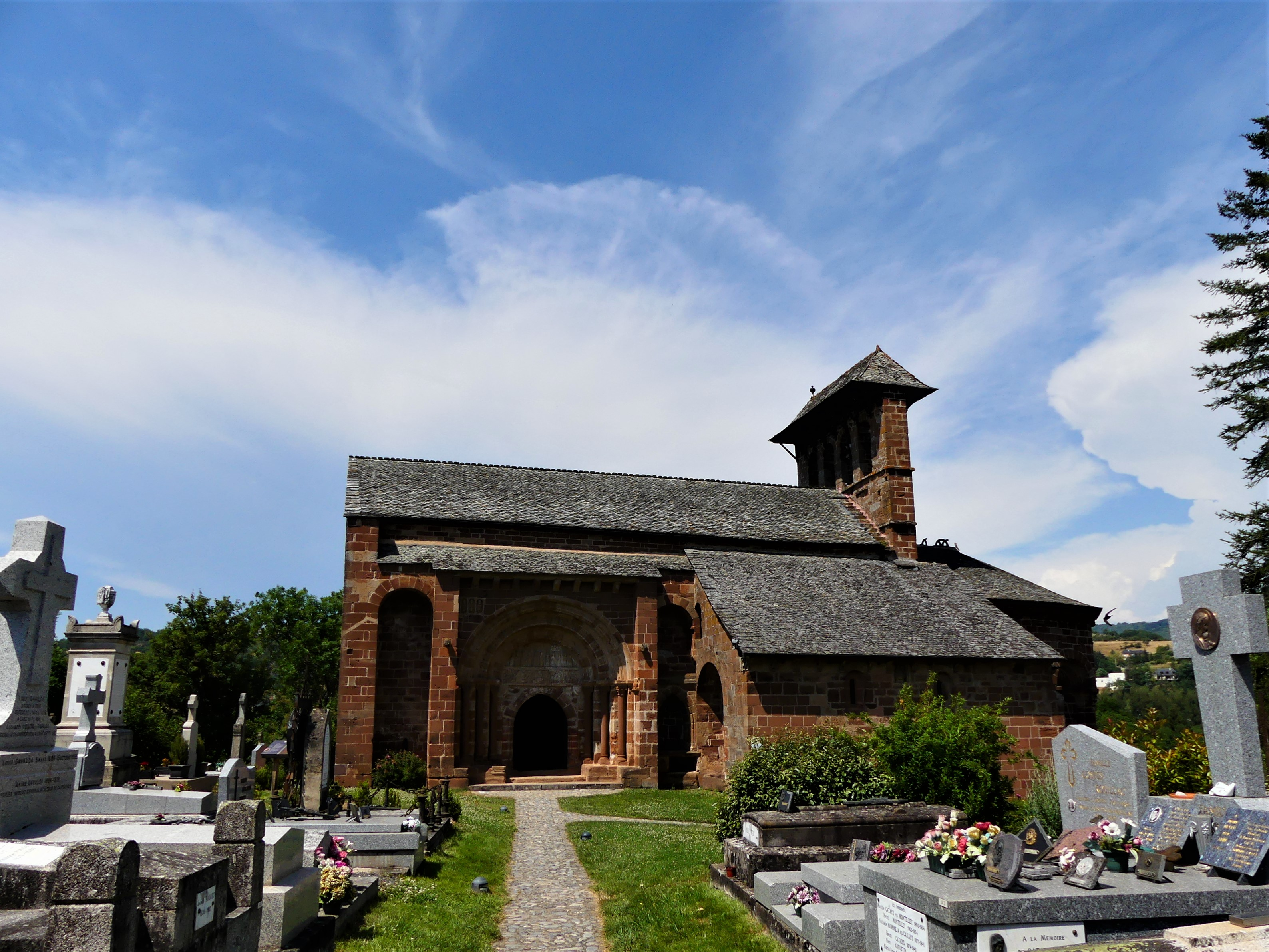
L'église de Perse et son cimetière.

En 1060, Hugues de Calmont, sa femme Foy, et son fils Bégon donnent le monastère de Perse à l'abbaye de Conques, comme mentionné dans le cartulaire de celle-ci. La charte indique que le site est un alleu, et cite l'église, le fief presbytéral et la dîme. L'église est alors dédiée à saint Hilarian. La dédicace à sainte Foy intervient après la donation du monastère à l'abbaye Sainte-Foy de Conques.
Il y a peu de documents concernant cette église. En 1312, l'abbé de Conques doit réunir le prieuré de Perse avec celui de Campagnac pour assurer l'entretien des cinq moines qui y résident. Un siècle plus tard il n'en reste que deux.
L'église de Perse servait d'église paroissiale aux habitants d'Espalion. Dans la charte de 1060, il est écrit qu'elle se trouve in butgo vetulo de Persia (dans le vieux bourg de Perse). Il existait donc un bourg neuf. Une église dédiée au saint Sauveur existait aussi, mais en 1472, les habitants d'Espalion ont obtenu la construction d'une église dédiée à saint Jean-Baptiste à l'intérieur de la ville, à l'emplacement de l'hospice des pauvres, avec les pierres de la démolition de l'église Saint-Sauveur.
En 1524, l'évêque de Rodez François d'Estaing fait ouvrir le tombeau de saint Hilarian et procède à la translation de ses reliques.
En 1537, l'abbaye de Conques et le prieuré de Perse sont sécularisés. En 1543, les bâtiments doivent être réparés. En 1546, les chambres ne peuvent plus être utilisées par les moines. En 1664, les bâtiments sont déclarés comme masures.
Au XVIIIe siècle, l'édifice perd son statut d'église paroissiale.
L'édifice est classé au titre des monuments historiques par liste en 1862.
L'église est restaurée en 1902 par l'architecte Henri Laffillée, essentiellement des travaux de maçonnerie,. L'architecte Laffillée a signalé des enduits peints. Ils n'ont subsisté que sur les voûtes des bras du transept. L'architecte Dufour a supprimé les autres enduits avec décors peints en 1957.

## Architecture

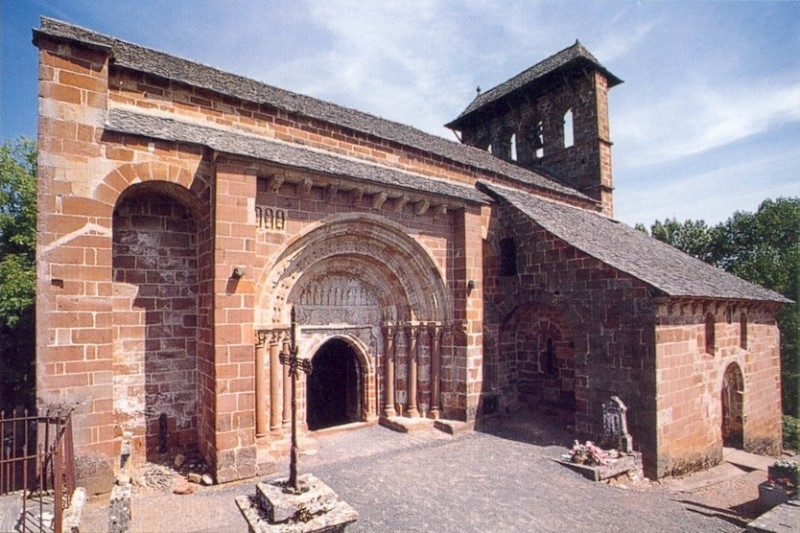
La façade sud, vue du sud-ouest.

L'édifice, orienté est-ouest, est situé dans l'angle nord-est de son cimetière, une quinzaine de mètres au-dessus de la terrasse alluviale qui borde le Lot et son affluent, le ruisseau de Perse. Il a été édifié en grès.
Deux portails sont ouverts côté sud.
Le portail roman occidental permet d'accéder par un escalier à la nef située en contrebas et composée de trois travées.
La nef et le chœur sont séparés par un arc triomphal au-dessus duquel a été édifié un clocher-mur à quatre baies campanaires où ne subsiste plus qu'une seule cloche.
Le transept sud s'ouvre sur le second portail, gothique.
Le chevet est en fait une abside polygonale renforcée par des colonnes et agrémentée de modillons sculptés. Elle est entourée de deux absidioles à pans coupés.
Côté nord, deux chapelles latérales ont été ajoutées au XVe siècle.
À l'extérieur, un enfeu du XIIIe siècle se situe entre le portail occidental et le transept sud.

### Le portail occidental
Le portail occidental est protégé par un petit auvent soutenu par une ligne de modillons et par deux contreforts. De chaque côté du portail, trois colonnes adossées aux murs soutiennent les trois voussures — dont deux sont historiées — d'une archivolte dont le tympan et le linteau ont été remarquablement sculptés. En hauteur, sur la gauche, plusieurs personnages ont été sculptés en haut-relief : les trois Rois mages sont côte à côte, en adoration devant Jésus, assis sur les genoux d'une Vierge en majesté qui leur fait face.
La voussure extérieure représente les archanges Gabriel et Raphaël, identifiables par leurs noms écrits sur des livres qu'ils tiennent ouverts, ainsi qu'un troisième personnage couronné qui pourrait personnifier le fondateur de l'édifice.
La voussure intérieure aligne onze anges assis ou debout, chacun doté d'un livre ouvert, formant la Cour céleste.
La partie haute du tympan évoque la Pentecôte : la Trinité est représentée par trois demi-couronnes dardant des langues de feu. De chaque côté, un buste inscrit dans un médaillon personnifie le soleil (à gauche) et la lune (à droite). En dessous, la Vierge Marie, entourée de dix apôtres, reçoit le Saint-Esprit représenté par une colombe.
Le linteau monolithe représente le Jugement dernier. Au centre, une tête humaine dépasse d'un sarcophage au-dessus duquel est installée la balance de la pesée des âmes. La droite correspond au paradis : un ange emmène un enfant vers le ciel. Un autre ange sépare cette scène d'un Christ en gloire dans une mandorle, entouré des représentations ailées du Tétramorphe : l'aigle pour Jean, le taureau pour Luc, l'homme pour Matthieu et le lion pour Marc. La gauche représente l'Enfer : un serpent s'enroule autour des jambes de Satan, entouré de quatre démons, parodiant ainsi le Tétramorphe. La gueule énorme du Léviathan est en train d'engloutir un homme, tête la première. Un démon essaie de tirer le sarcophage vers lui tout en appuyant sur le plateau de la balance situé de son côté.

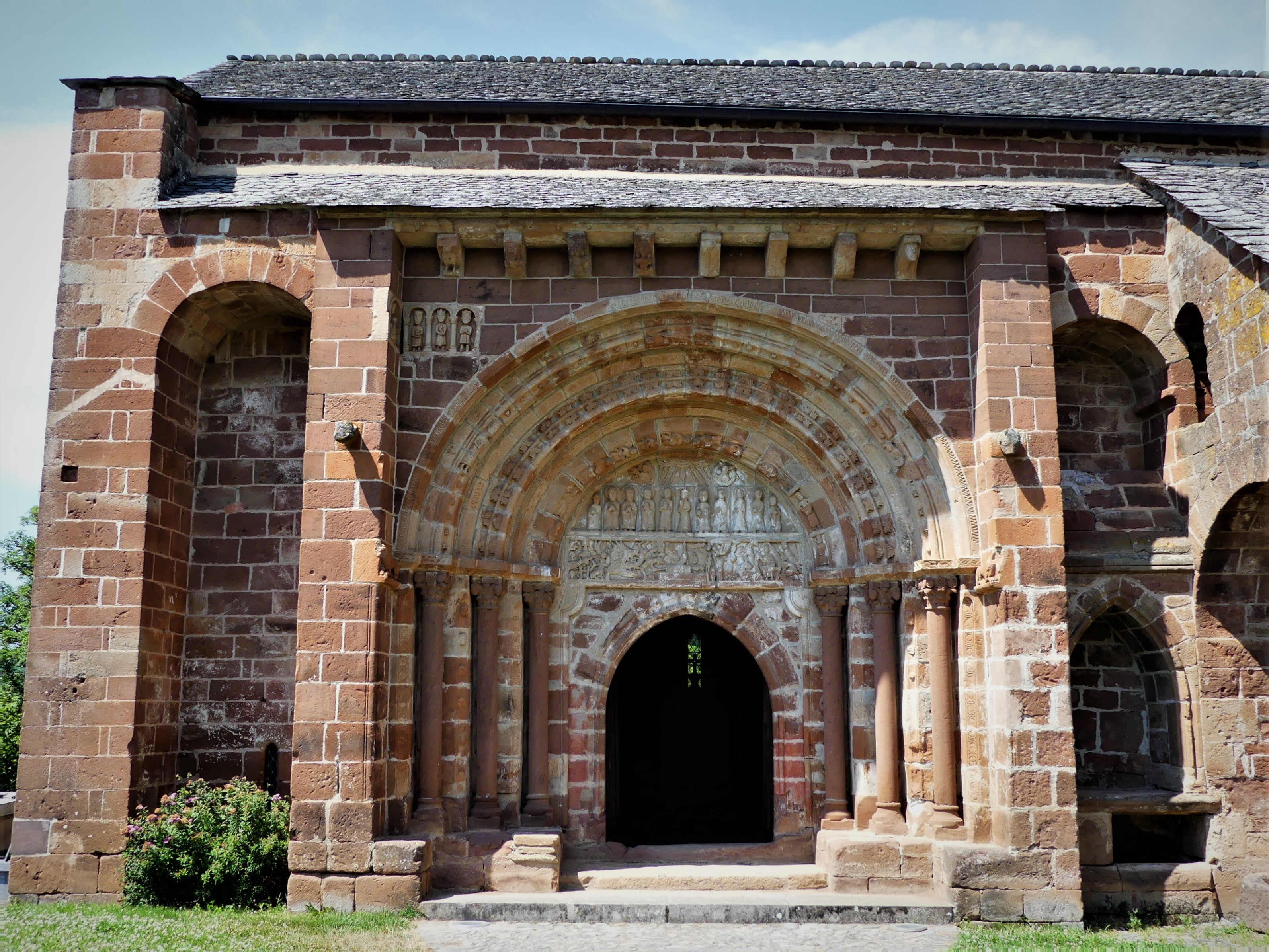
Le portail occidental.
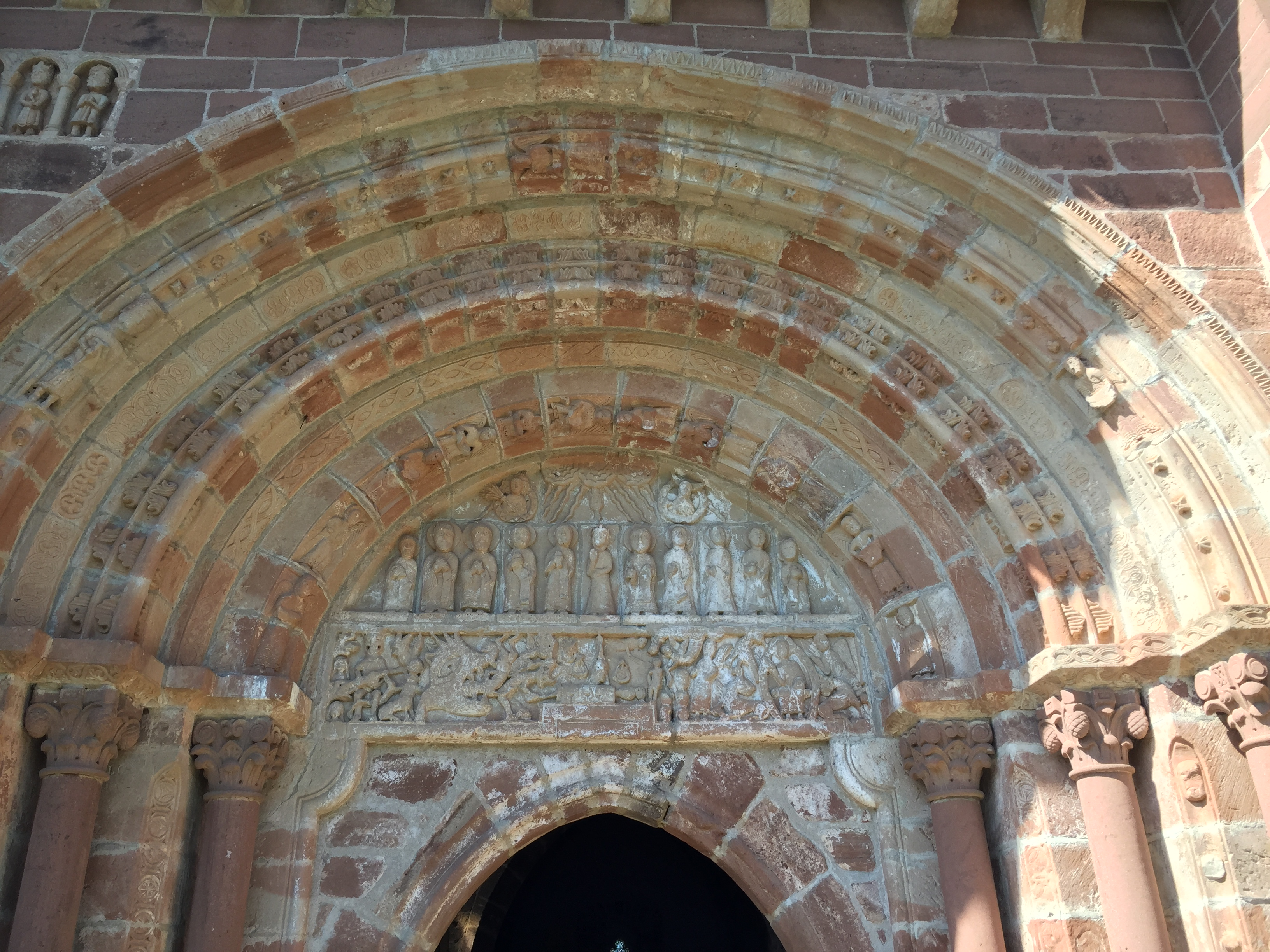
Les voussures autour du tympan.
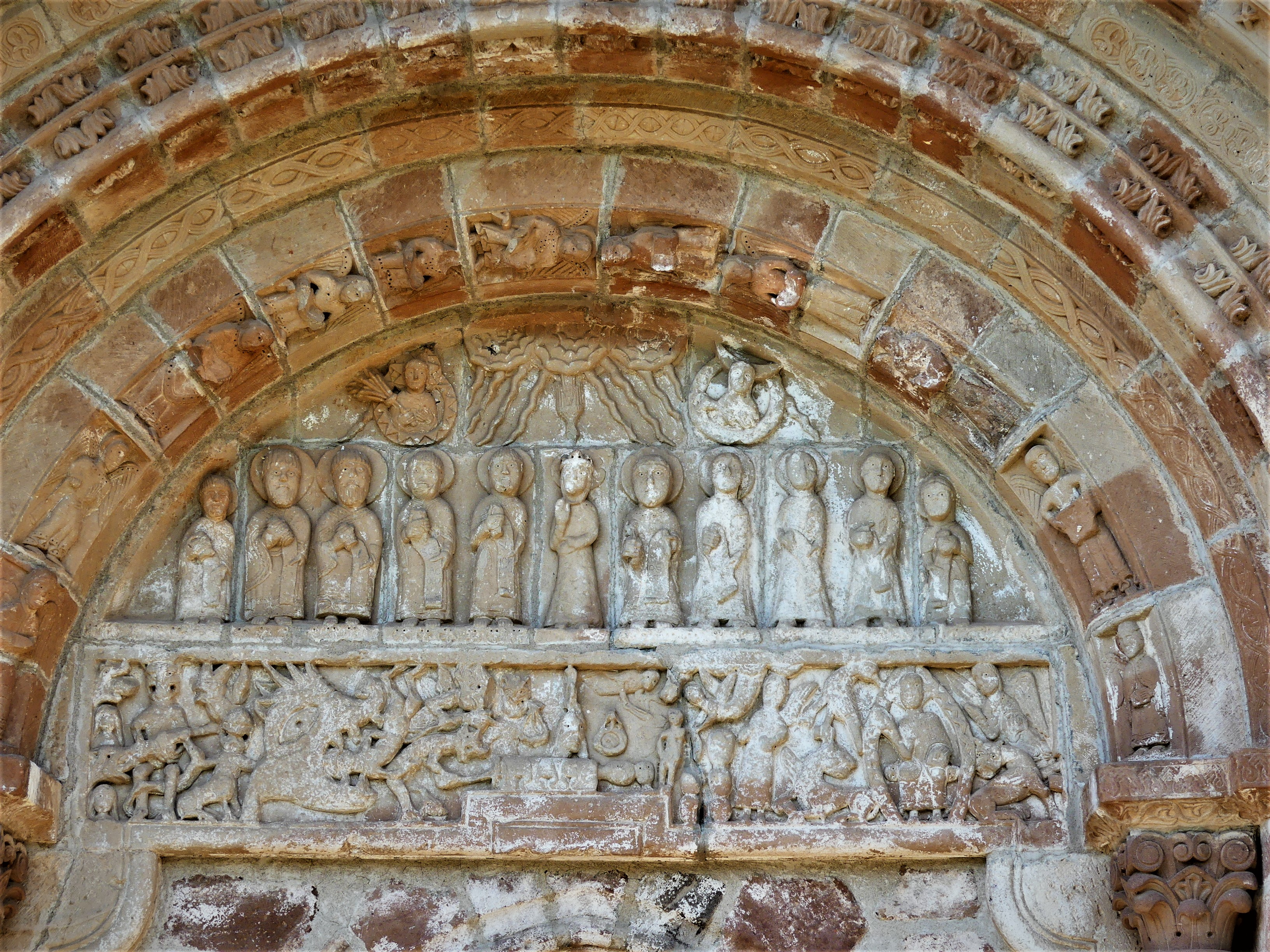
Le tympan et le linteau.
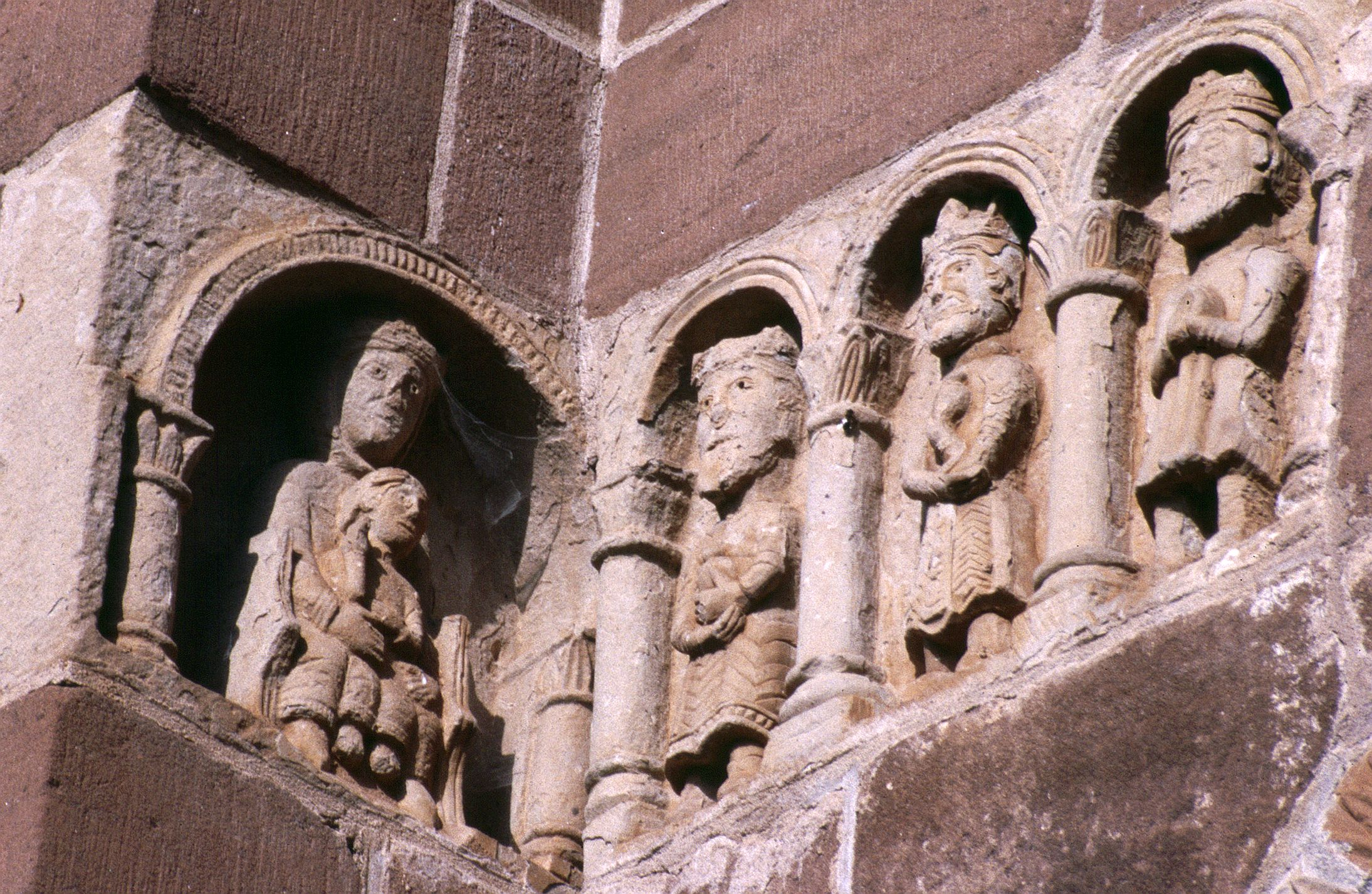
Statuettes sculptées sur le côté du portail.
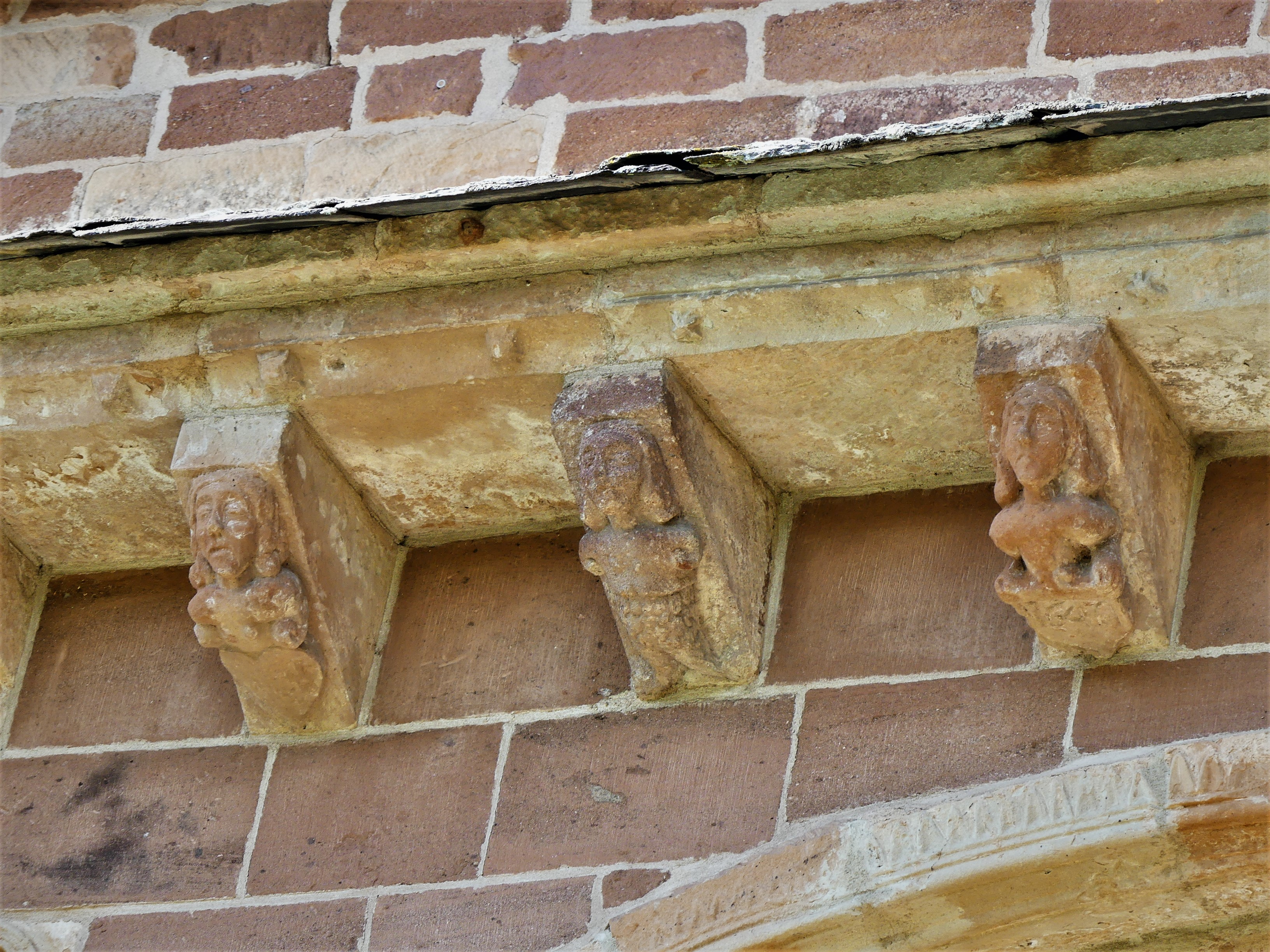
Modillons au-dessus du portail.

## Mobilier
Parmi les objets que recèle l'église figure une statue de pierre du XIIe siècle représentant une Vierge à l'Enfant assise, classée le 5 décembre 1908 au titre des monuments historiques.

## Galerie

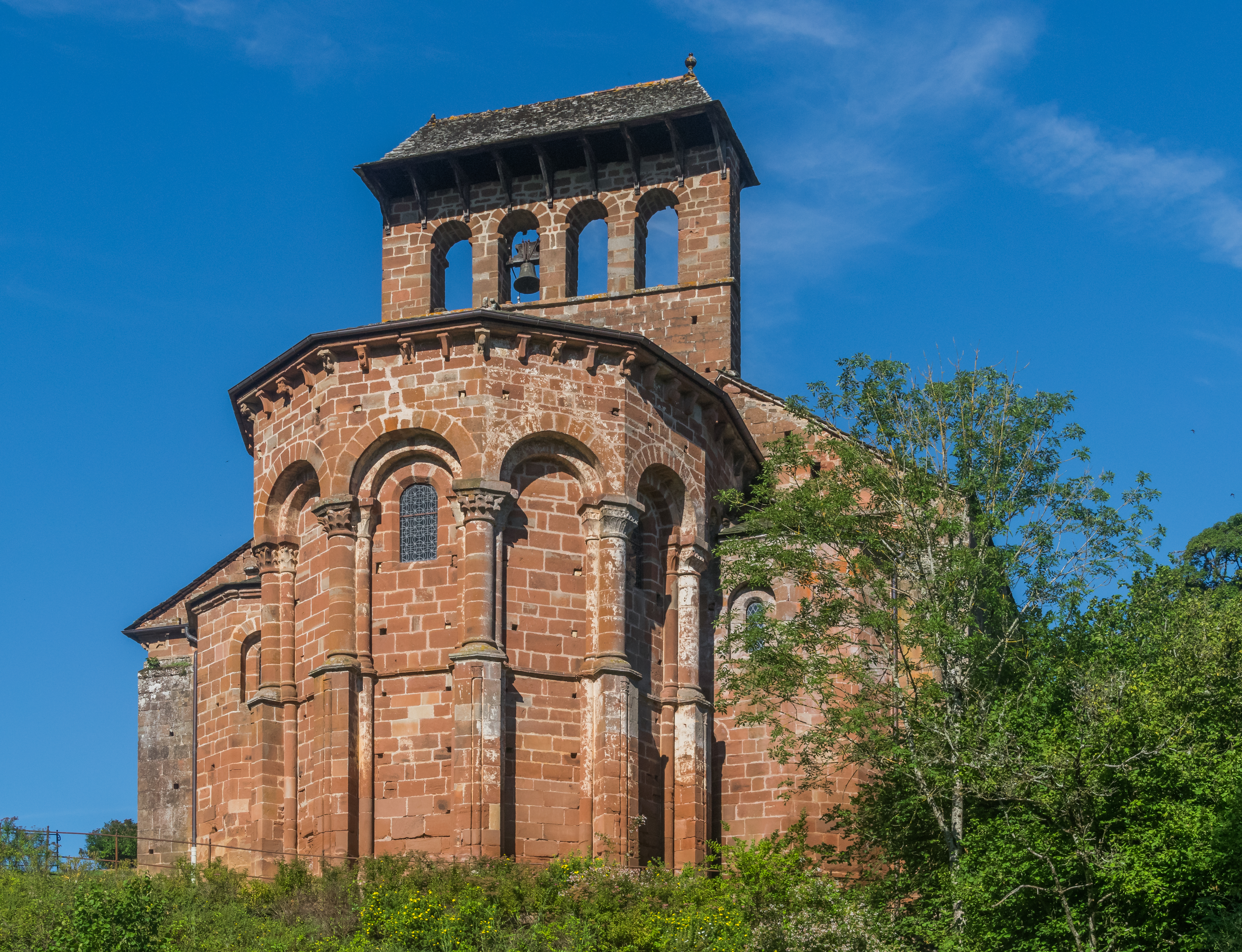
Le chevet et le clocher-mur.
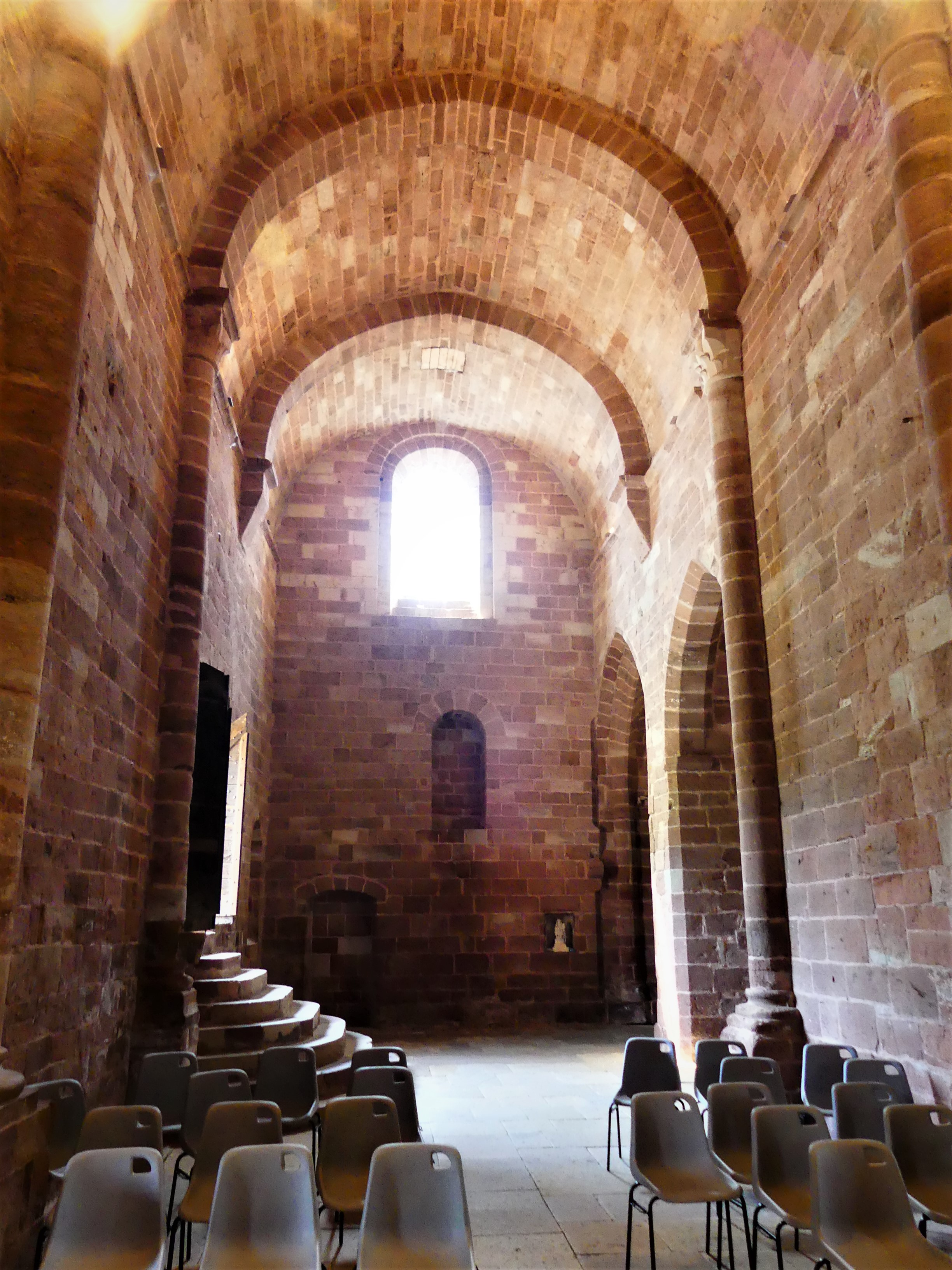
La nef et l'escalier d'accès du portail occidental.
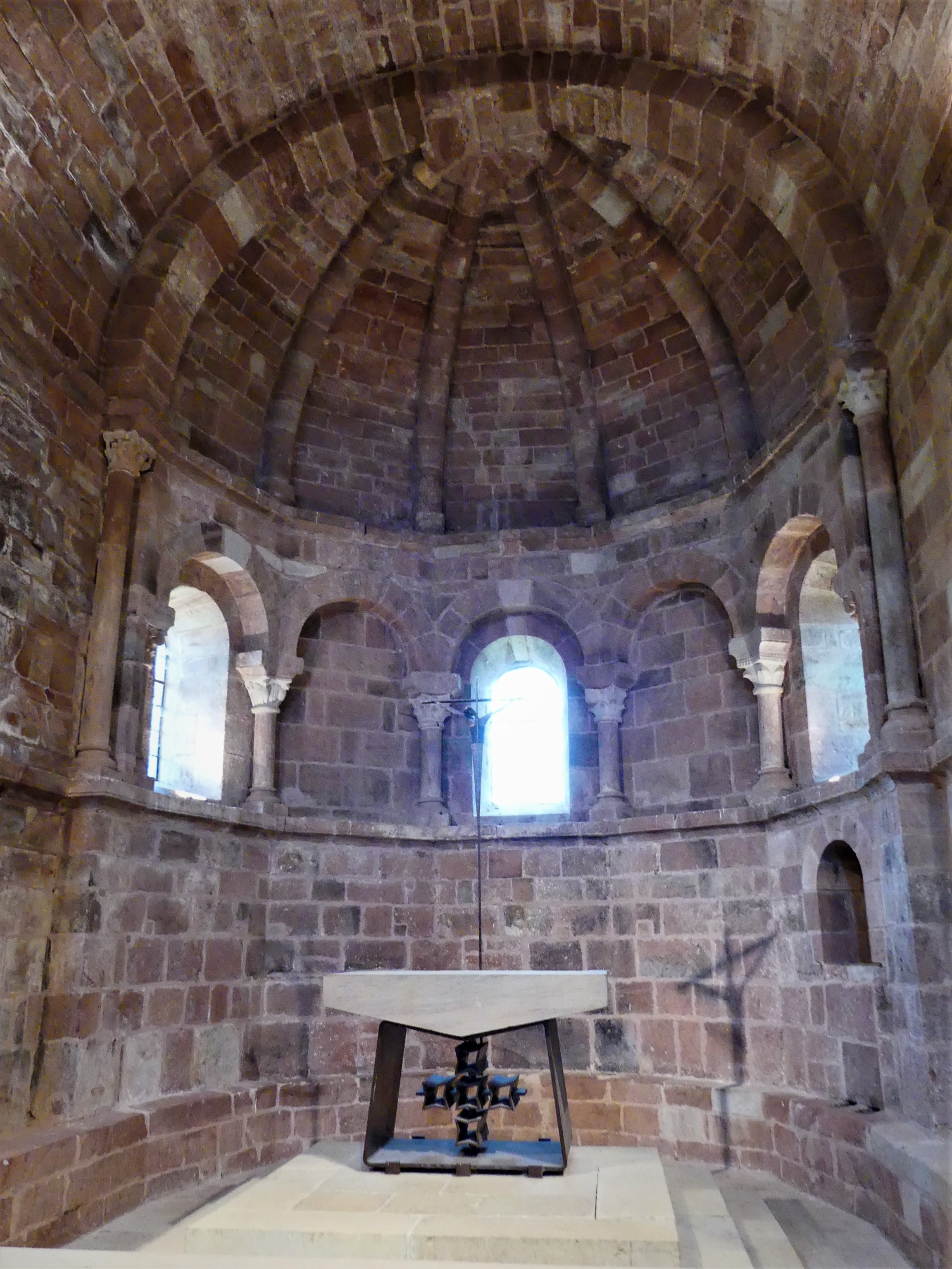
Le chœur.
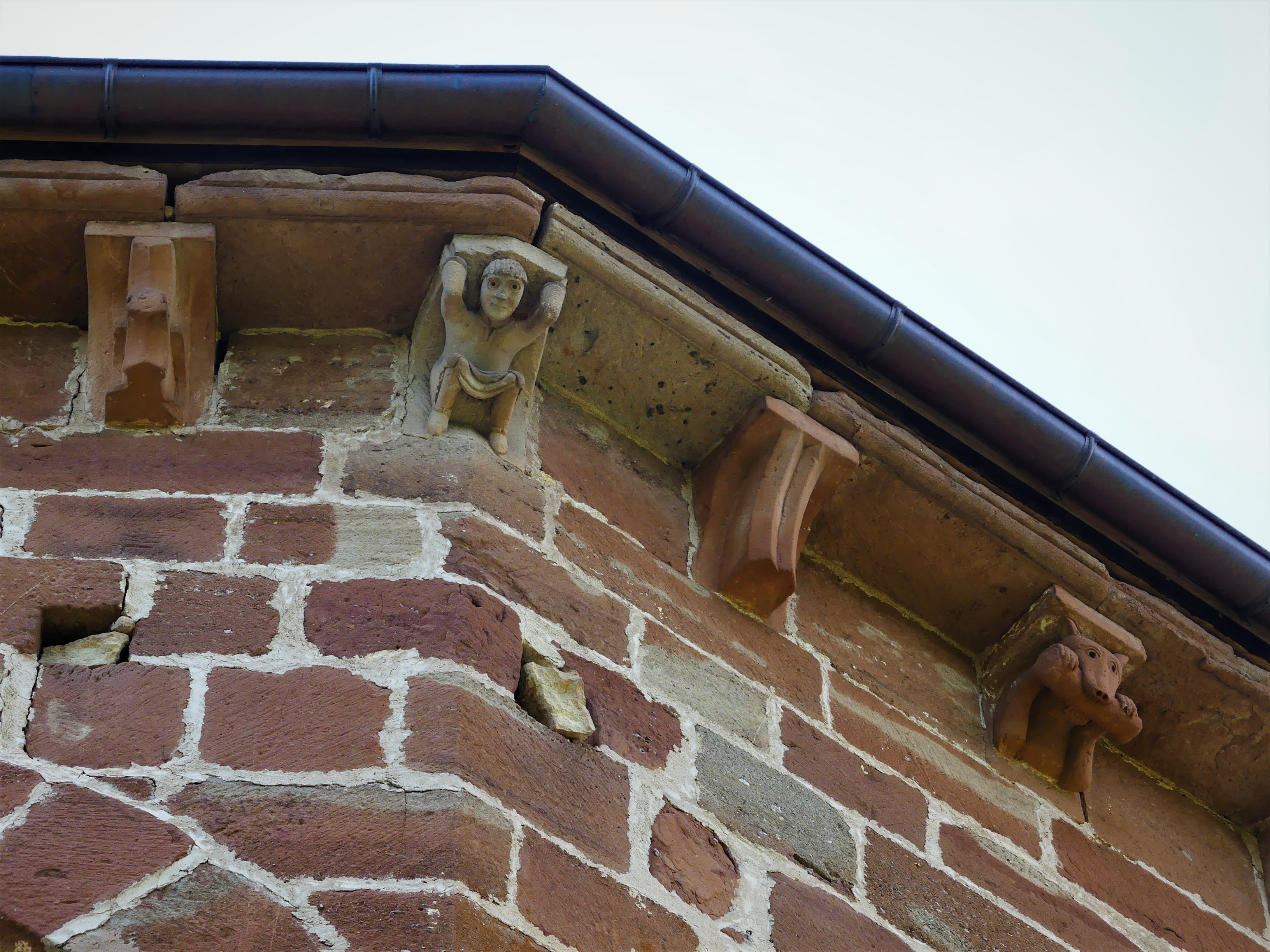
Modillons du chevet.
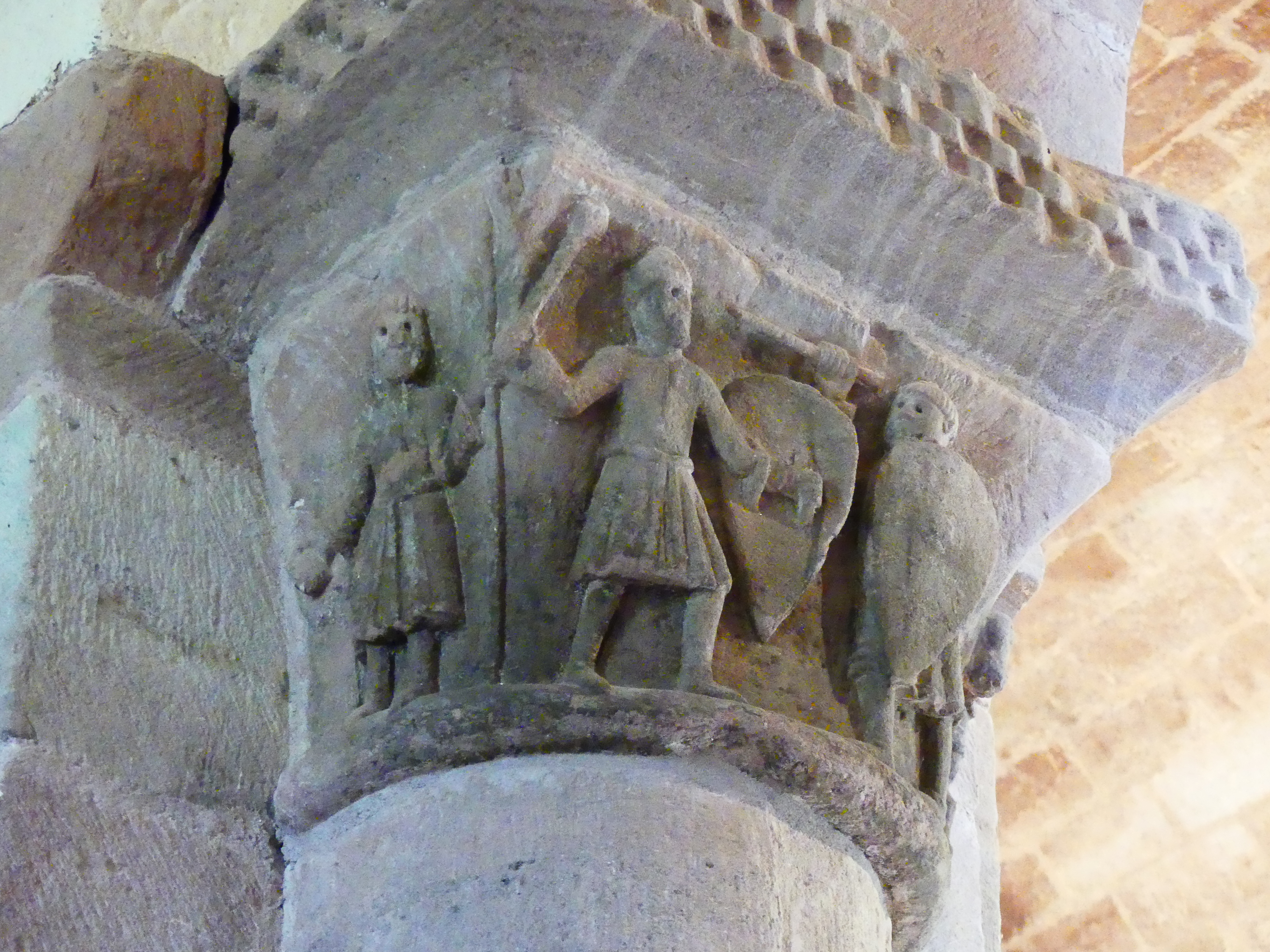
Un chapiteau.
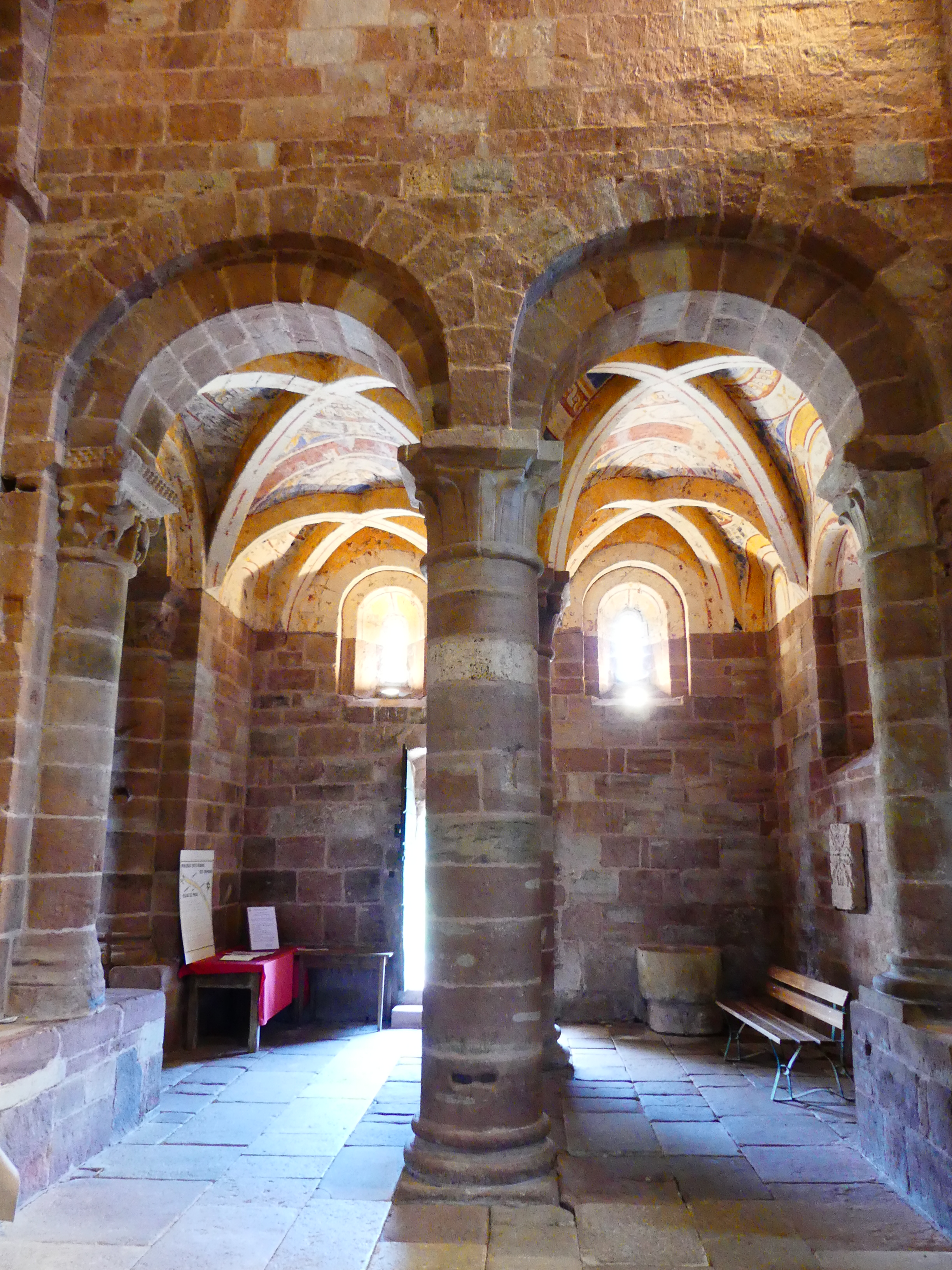
Le transept sud.
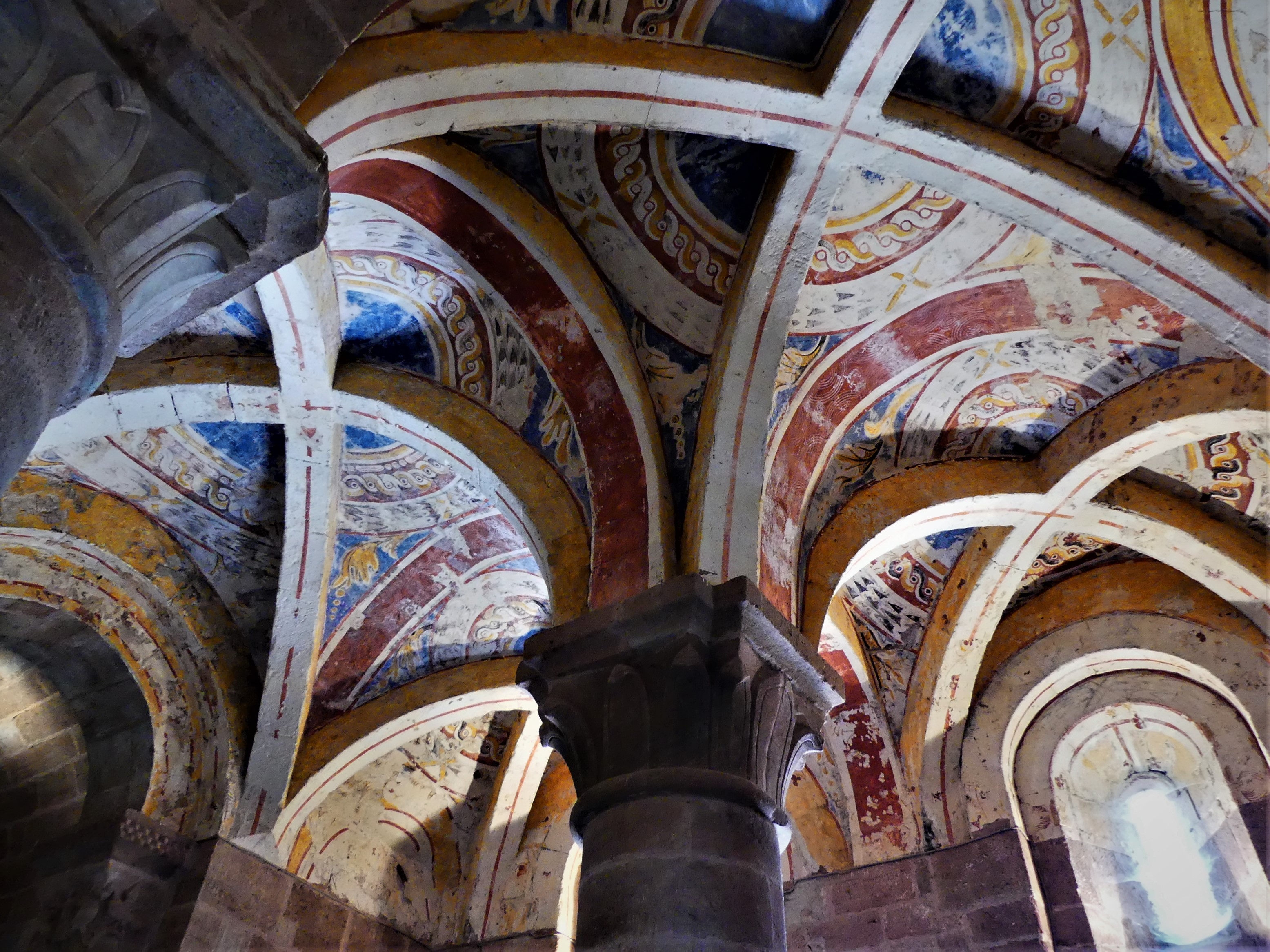
Croisées d'ogives de la voûte du transept.
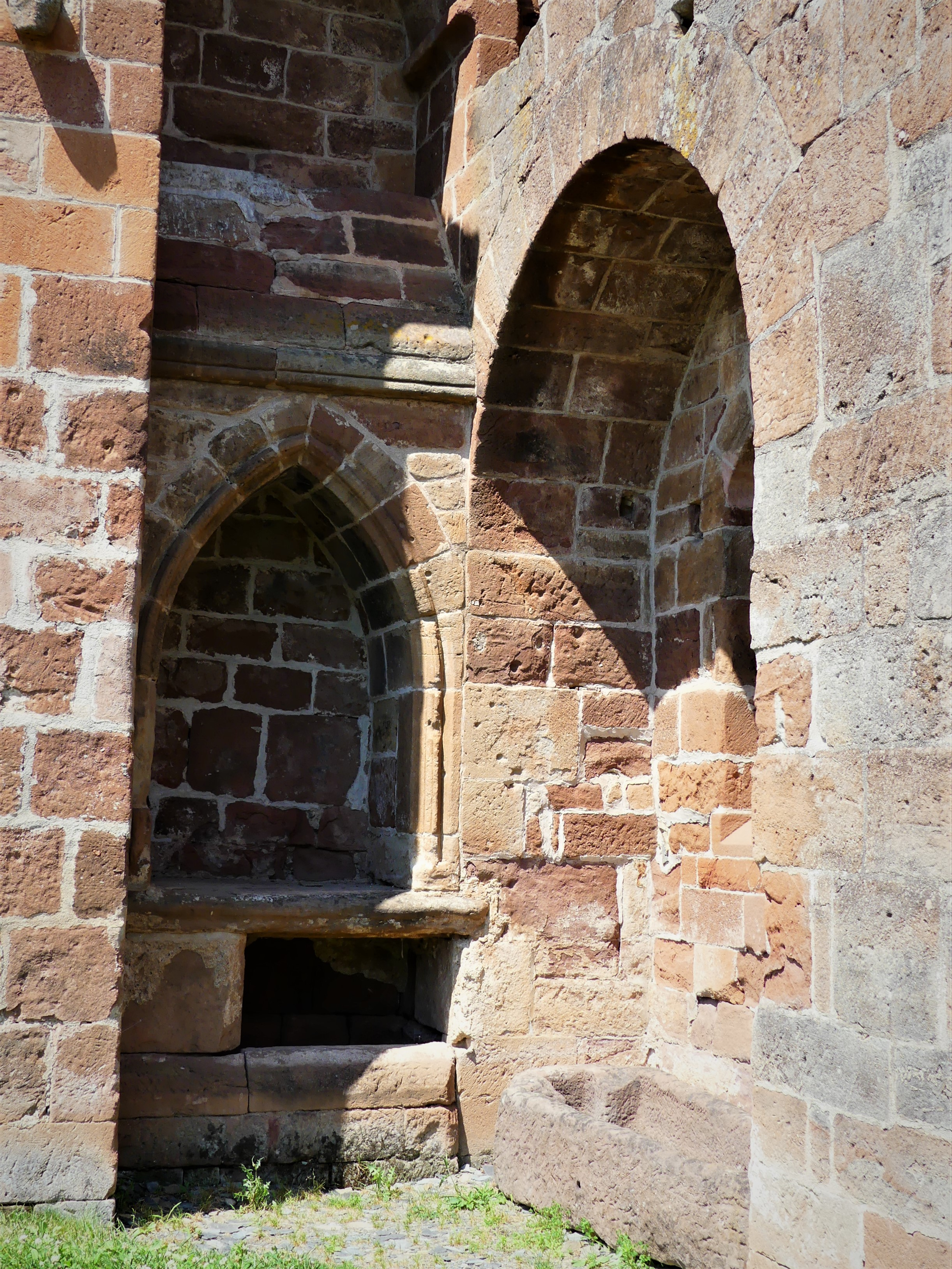
Deux enfeus extérieurs.